# فرضية التوجيه المشبكي
فرضية التوجيه المشبكي، يُطلق عليها أيضًا اسم فرضية التغذية المشبكية، فرضية عصبية حيوية للنمو العصبوني والتشكل المشبكي. صاغ "جيه إي فاوغن" الفرضية لأول مرة في عام 1988، وبقيت محط تركيز العديد من الأبحاث في وقتنا هذا. تقترح فرضية التوجيه المشبكي قدرة المدخلات المنتقلة من خلية قبل مشبكية إلى أخرى بعد مشبكية (بالإضافة إلى نضج المدخلات المشبكية الاستثارية) في النهاية على تغيير مسار التشكل المشبكي عند التغصنات الشجيرية والمحورية. يُعتبر هذا التشكل المشبكي ضروريًا من أجل تطور البنية العصبونية في الدماغ الوظيفي.

## تطور التغصنات الشجيرية

### النمو
تنمو التغصنات في عصبونات الجهاز العصبي من خلال إضافة الفروع الدقيقة وتراجعها. تتسم هذه العملية بديناميكية عالية. تشمل هذه العملية الحفاظ على جزء صغير فقط من هذه الفروع المضافة الجديدة لتصبح فيما بعد مكونات طويلة الأمد من التغصنات الشجيرية. تقترح هذه العملية أن الفروع قادرة على أخذ عينات من البيئة بهدف كشف الخلايا الملائمة لتشكيل المشابك معها. نتيجة لذلك، تتنبأ الفرضية بتوجيه النمو إلى المناطق الحاوية على الكمية الأكبر من العناصر قبل المشبكية. يمكن الاستقرار على هذه المورفولوجية من خلال خلق التشكل النووي في الأنيبيبات الدقيقة.

### التخلق المشبكي
يبدأ تشكيل المشابك الجديدة عبر الاتصال الأولي بين الخلايا بواسطة عملية التصاق الخلايا. غالبًا ما يحدث هذا الالتصاق بين الأرجل الكاذبة الخيطية التغصنية أو المحوارية، التي تتمتع بديناميكية عالية ودرجة نادرة من الاستقرار. بعد ذلك، يتحول الاتصال عبر الالتصاق إلى مشبك ناشئ، إذ يحتوي هذا المشبك على مستقبلات الغلوتامات «إن إم دي إيه»، لكنه يفتقر إلى مستقبلات «إيه إم بّي إيه». مع ذلك، قد يؤدي تنشيط «إن إم دي إيه آر إس» بواسطة الغلوتامات إلى توظيف «إيه إم بّي إيه آر إس» من الكثافة بعد المشبكية. تمتلك هذه المشابك أيضًا تركيزات عالية نسبيًا من الحويصلات كثيفة النوى، التي يُعتقد أنها مسؤولة عن نقل البروتينات البنيوية إلى الموقع قبل المشبكي.

### النضج المشبكي
يشمل نضج المشابك الغلوتاماتية تغيرات في سعة النقل المشبكي الذي تتوسطه مستقبلات «إيه إم بّي إيه»، بالإضافة إلى تشكيل الوحدة الفرعية «إن إم دي إيه آر». علاوة على ذلك، يضم هذا أيضًا تجميع الكثافة بعد المشبكية، التي تمثل منطقة كثيفة من البروتين ذات وظائف متعلقة بالبنية ونقل الإشارات على حد سواء. تلعب الحويصلات المشبكية دورًا أيضًا، وتؤدي إلى زيادة موثوقية النقل المشبكي.

### البنية العصبونية
تتبع العصبونات بشكل عام أنماطًا مورفولوجية أساسية (مؤلفة من تغصنات شجيرية، وجسم خلية وبروز المحوار)، ويمتلك كل عصبون عددًا فريدًا من العناصر قبل المشبكية وبعد المشبكية التي تشكل جزءًا مركزيًا في فهم الوظيفة العصبية المعقدة الخاصة بهذه العصبونات.
تدعم فرضية التوجيه المشبكي أن الوظيفة موجهة للشكل، إذ تخضع المشابك الجديدة باستمرار لاختبار مدى تلاؤمها من خلال الأرجل الكاذبة الخيطية في المراحل الأولى من تخلق التغصنات، ما يساهم في تحديد شكل البنية العصبية.